# Flirting
Pour plus de détails, voir Fiche technique et Distribution.
Flirting est un film australien réalisé par John Duigan, sorti en 1991.

## Synopsis
En 1965, Danny, un ado bizarre de 17 ans, a été envoyé dans une pension pour garçons de Nouvelle-Galles du Sud. Son seul ami s'appelle Gilbert. Après un match de rugby, il tombe amoureux de Thandiwe, une jeune fille qui va dans un collège pour filles situé de l'autre coté du lac.

## Fiche technique
- Titre : Flirting
- Réalisation : John Duigan
- Scénario : John Duigan
- Photographie : Geoff Burton
- Montage : Robert Gibson
- Production : Terry Hayes, George Miller et Doug Mitchell
- Société de production : Kennedy Miller Productions
- Pays :  Australie
- Genre : Drame et romance
- Durée : 99 minutes
- Dates de sortie : 
  -  Australie : 21 mars 1991

## Distribution
- Noah Taylor : Danny Embling
- Thandiwe Newton : Thandiwe Adjewa
- Nicole Kidman : Nicola
- Bartholomew Rose : « Gilby » Fryer
- Felix Nobis : Jock Blair
- Josh Picker : « Backa » Bourke
- Kiri Paramore : « Slag » Green
- Marc Aden Gray : Christopher Laidlaw
- Gregg Palmer : Colin Proudfoot
- Joshua Marshall : « Cheddar » Fedderson
- David Wieland : « Possum » Piper
- Craig Black : « Pup » Pierdon
- Les Hill : Greg Gilmore
- Jeff Truman : M. Morris Cutts
- Marshall Napier : M. Rupert Elloitt
- John Dicks : le révérend Consti Nicholson
- Kym Wilson : Melissa Miles
- Naomi Watts : Janet Odgers
- Lisa Spinadel : Barbara Howe
- Francesca Raft : Fiona Spry
- Louise Hannan : Theresa Bradley
- Danielle Lyttleton : Jean Thomas
- Jacqui Fifer : Stacey Burt
- Fiona Press : Mme. Archer
- Maggie Blinco : Mlle. Guinevere MacReady
- Jane Harders : Mlle. Sylvia Anderson
- Malcolm Robertson : Bruce Embling
- Judi Farr : Shella Embling
- Freddie Paris : Solomon Adjewa
- Femi Taylor : Letitia Adjewa
- Gillian Hyde : Dr. Alison Pierce
- Michael Anthony Williams : Sonny Liston
- Kurt Frey : Jean-Paul Sartre

## Distinctions
Le film a été nommé pour six AACTA Awards et en a remporté trois : meilleur film, meilleur montage et meilleurs décors.